# اسپایکر سی۸
اسپایکر سی۸ (Spyker C۸) خودرویی متعلق به اسپایکر کارز است که از سال ۲۰۰۰ تا کنون تولید شده‌است. این خودرو در کلاس خودرو اسپورت قرار گرفته، طراحی آن خودروهای موتور وسط عقب-محور عقب بوده‌است.

## مدل‌ها
سی۸ در مدل‌های زیر عرضه می‌شود:
- C8 Spyder SWB (Wide Body)
- C8 Spyder T
- C8 Laviolette
- C8 Laviolette LM85
- C8 Double 12S
- C8 Double 12R
- C8 Spyder GT2-R
- C8 Laviolette GT2-R
- C8 Aileron[۱]
- C8 Aileron Spyder[۲]
- C8 Preliator
- C8 Preliator Spyder

## نگارخانه

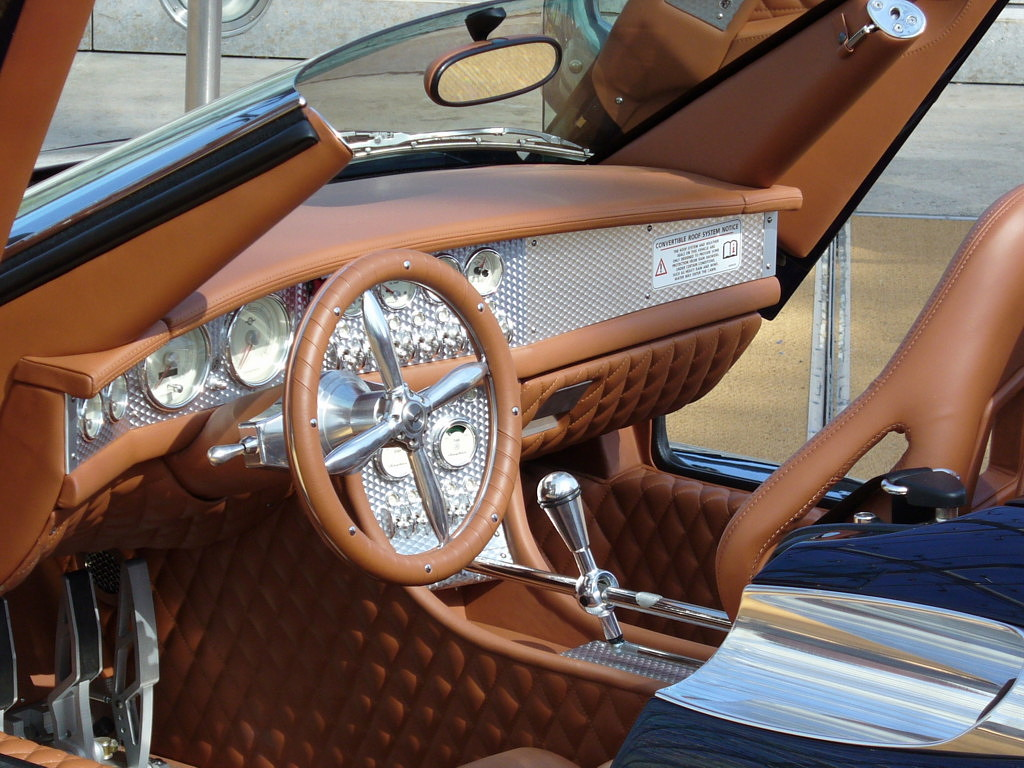
داخل اسپایکر سی۸
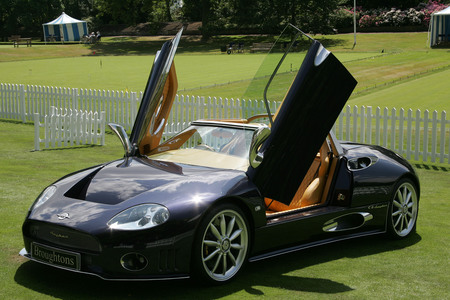
درب قیچی‌وار اسپایکر سی۸.
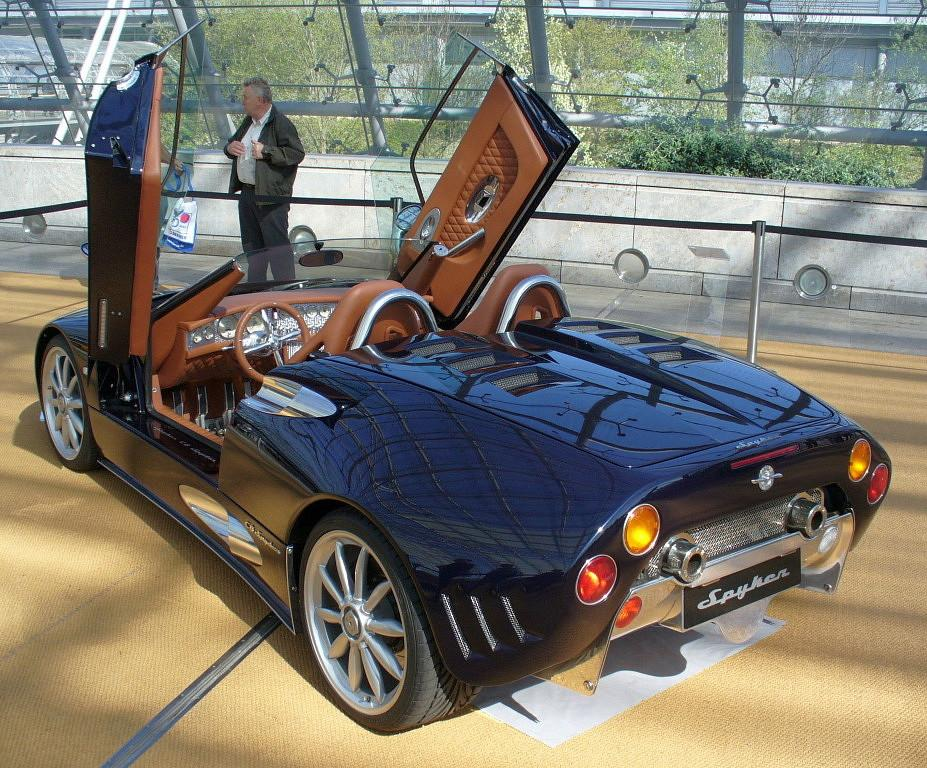
عقب اسپایکر سی۸